# Futebol nos Brunei Merdeka Games de 1985
O torneio de futebol nos Brunei Merdeka Games de 1985 foi realizado de 24 a 31 de junho em Bandar Seri Begawan , Brunei .

## Equipes
O padrão das equipes não é claro.  Brunei e Filipinas foram provavelmente as seleções nacionais.  Cingapura é improvável que tenha sido a equipe nacional.  A Malásia, a Indonésia e a Tailândia definitivamente não estavam (suas seleções nacionais estavam disputando as eliminatórias da Copa do Mundo durante esse período).  A Indonésia foi representada por uma seleção da liga Perserikatan.

## Fase de grupos

### Grupo A
| Equipe       | Pld | W | D | eu | GF | GA | GD  | Pts |
| ------------ | --- | - | - | -- | -- | -- | --- | --- |
| Cingapura XI | 2   | 1 | 1 | 0  | 5  | 1  | +4  | 3   |
| Brunei       | 2   | 1 | 1 | 0  | 5  | 2  | +3  | 3   |
| Filipinas    | 2   | 0 | 0 | 2  | 1  | 8  | - 7 | 0   |

| Cingapura XI | 4-0 | Filipinas |
| ------------ | --- | --------- |

| Brunei | 1 - 1 | Cingapura XI |
| ------ | ----- | ------------ |

### Grupo B
| Equipe       | Pld | W | D | eu | GF | GA | GD  | Pts |
| ------------ | --- | - | - | -- | -- | -- | --- | --- |
| Malásia XI   | 2   | 2 | 0 | 0  | 4  | 1  | +3  | 4   |
| Indonésia XI | 2   | 1 | 0 | 1  | 2  | 2  | 0   | 2   |
| Tailândia XI | 2   | 0 | 0 | 2  | 4  | 1  | - 3 | 0   |

| Malásia XI | 2 - 1 | Tailândia XI |
| ---------- | ----- | ------------ |

| Malásia XI | 2 - 0 | Indonésia XI |
| ---------- | ----- | ------------ |

| Indonésia XI | 2 - 0 | Tailândia XI |
| ------------ | ----- | ------------ |

## Fase final

### Semifinais
| Brunei | 4 - 2 | Malásia XI |
| ------ | ----- | ---------- |

| Cingapura XI | 2 - 0 | Indonésia XI |
| ------------ | ----- | ------------ |

### Partida de medalha de bronze
Jogo de medalha de bronze desconhecido (se houver).

### Partida de medalha de ouro
| Brunei      | 1 - 1       | Cingapura XI |
| Penalidades | Penalidades | Penalidades  |
| 1-3         |             |              |
| ----------- | ----------- | ------------ |